# 极客湾
极客湾Geekerwan，通称极客湾，是中国大陆的一支专注于科技数码领域的自媒体团队，创始人是褚云飞。代表作有A卡崛起之路、1200元组装神机、旧手机组装终极掌机等。

## 发展
2016年，上海财经大学新闻系出身的褚云飞创立了极客湾B站频道。作为与数码科技产品同步成长的Z世代少年，当大家正忙着感受信息技术带来的新变化，云飞和他的小伙伴却在思考着如何玩儿出点花样、整出点花活儿。第一期的爆火视频是bilibili上的百元神机（用100元人民币组装一台可以玩游戏的电脑）。
2018年，极客湾频道在第四届中国“互联网”大学生创新创业大赛全国总决赛中，凭借创业项目《极客湾——中文DIY科技资讯自媒体领先品牌》荣获创意组银奖。
2020年，面对2019新型冠状病毒疫情的冲击，消费电子市场的变化，迫使极客湾视频类型做出战略性调整。“手机及 SoC”类视频数量占比从 11% 增加至 18%，“PC 硬件”稳定在 15-17%，“CPU 专题”稳定在 11-12%，“显卡及 GPU”从 17% 下降至 13%。借此调整，极客湾在2021年凭借报导高通骁龙 888 SOC的糟糕表现，在保留原有 PC 圈观众的同时，吸引大批手机圈观众成为频道的常客。
2021年，极客湾创立了一个提供移动芯片排行榜的网站，称作SOCPK，提供了关于移动芯片综合性能、CPU 性能、GPU 性能和 CPU 能效的排行榜信息。

## 知名事件
2025年5月7日，极客湾全球首发解析任天堂Switch 2芯片的视频。该团队从中国网络二手平台闲鱼上购买了Switch 2的工程板，通过针对芯片的DieShot，使用相同架构的同CUDA数量的英伟达安培架构显卡与之前泄露的Switch 2运行频率进行游戏性能模拟，对SOC的性能与规模进行了详细的分析与预期。
2025年5月22日，极客湾发表了小米公司的自研手机芯片玄戒O1的详细评测与分析。玄戒O1的CPU部分分为四个簇，分别为2颗 Cortex-X925 核心, 四颗 Cortex-A725 核心, 两颗 Cortex-A725 核心和两颗 Cortex-A520 核心。极客湾发现，通过大小核心的恰当配比，玄戒O1的能效水平达到了2025年手机芯片的主流水平，超越了苹果公司的 A18 Pro 和联发科天玑9400，略逊于高通骁龙 8 Elite。。此外，16 颗 Mali 架构的GPU保障了图形性能的表现。